# Martynika

Nieoficjalna flaga Martyniki

Martynika (fr. Martinique) – departament zamorski Francji, zajmujący karaibską wyspę o tej samej nazwie, położoną w archipelagu Wysp Nawietrznych w Małych Antylach, między dwoma niezależnymi państwami Dominiką na północy i Saint Lucia na południu.

## Geografia
Martynika to górzysta wyspa pochodzenia wulkanicznego. Spośród kilku jej wulkanów najbardziej znany, a zarazem najwyższy to Montagne Pelée (1397 m n.p.m.). Podczas erupcji 8 maja 1902 r. gorąca chmura wulkaniczna zniszczyła całkowicie nadmorskie miasto Saint-Pierre. Zginęło wówczas 30 tysięcy osób. Ostatni wybuch tego wulkanu miał miejsce w 1929.
Na wyspie panuje klimat równikowy wilgotny ze średnimi temperaturami 24–28 °C. Średnie roczne sumy opadów wynoszą od 1250 mm na wybrzeżu po 5000 mm we wnętrzu wyspy.
Na żyznych glebach wulkanicznych rosną bujne lasy równikowe, choć występują tu również gatunki drzew sprowadzone z Europy. Na wybrzeżach spotyka się roślinność namorzynową.

## Przyroda

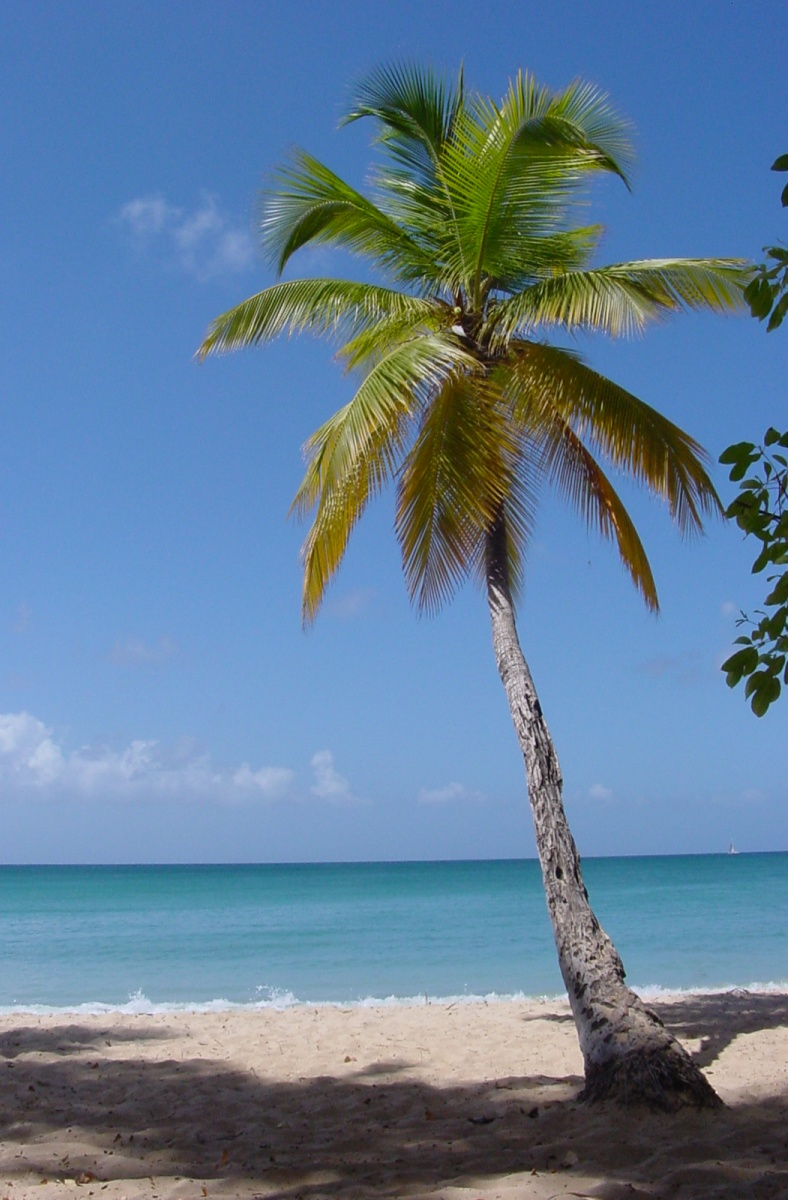
Kokos właściwy na plaży na Martynice

Na terytorium zaobserwowano 1325 gatunków rodzimych zwierząt, w tym aż 105 występujących endemicznie, natomiast 9 uznano za wymarłe – do nich należą Amazona martinicana, Ara guadeloupensis, Capitellum metallicum, Incerticyclus cinereus, Incerticyclus martinicensis, Leiocephalus herminieri, Leptodactylus fallax, Megalomys desmarestii oraz Tityus exstinctus. Z kolei 117 gatunków zwierząt zostało introdukowanych lub ich pochodzenie nie jest znane (13 z nich ma status gatunku inwazyjnego). Ponadto odnotowano występowanie jednego gatunku grzybów (Agaricus fiardii). Zarejestrowano także 1791 gatunków rodzimych roślin, z czego 36 to endemity. Tymi endemicznymi gatunkami roślin są Acrocomia aculeata, Aechmea reclinata, Aechmea serrata, Anthurium lanceolatum, Ardisia magdalenae, Arthrostylidium obtusatum, Besleria coriacea, Besleria lanceolata, Buxus subcolumnaris, Calathea martinicensis, Charianthus nodosus, Coccoloba caravellae, Comocladia martinicensis, Comocladia undulata, Croton martinicensis, Cybianthus dussii, Drypetes dussii, Eugenia gryposperma, Eupatorium medullosum, Inga martinicensis, Lobelia conglobata, Metastelma martinicense, Myrcia martinicensis, Operculina leptoptera, Oreopanax ramosissimus, Palicourea martinicensis, Philodendron dussii, Pilotrichum luciae, Piper martinicense, Pitcairnia spicata, Pouteria martinicensis, Rondeletia martinicensis, Schefflera urbaniana, Staphidiastrum latifolium, Vanilla pleei oraz Verbesina leprosa. Ponadto 197 gatunków zostało sztucznie wprowadzonych lub ich pochodzenie nie jest znane.

## Historia
Wyspa została odkryta przez Krzysztofa Kolumba, który w 1502 roku podczas swojej czwartej podróży do Ameryki na krótko przybił do brzegu w okolicach dzisiejszego Le Carbet. Nazwa „Martynika” jest modyfikacją określenia Madinina („wyspa z bujną roślinnością” w języku Karaibów) i nie ma związku z imieniem Martyna.
Pierwsi francuscy osadnicy pojawili się jednak dopiero w 1635 roku. Od tego czasu wyspa pozostawała nieomal nieprzerwanie w rękach Francuzów. Podczas wojny siedmioletniej w latach 1756–1763 i wojen napoleońskich w latach 1794–1815 znajdowała się pod brytyjską okupacją.
Francuscy plantatorzy sprowadzali na wyspę niewolników do pracy przy trzcinie cukrowej. Uzyskali oni wolność dopiero w roku 1848. Tworzą oni swoistą kreolską kulturę wyspy.
W 1946 roku Martynika uzyskała status departamentu zamorskiego Francji.
Z inspiracji rewolucyjnych władz kubańskich od drugiej połowy lat 60. XX wieku zaczęły działać na wyspie ugrupowania o orientacji lewicowej, których celem jest niepodległość wyspy. W latach 70. i 80. cieszyły się poparciem nawet kilkunastu procent Martynikańczyków. Ugrupowania te do końca lat 80. XX wieku zorganizowały łącznie kilkanaście demonstracji niepodległościowych. By rozładować społeczne napięcie, władze francuskie w roku 1982 zdecydowały się na ograniczone reformy decentralizacyjne i samorządowe. W ich wyniku Martynika, będąc departamentem zamorskim Francji, uzyskała również status regionu. Z budżetu centralnego Francji wydzielono znaczne środki na rozwój tego biednego i przeludnionego terytorium.
W 1998 roku wyspa uzyskała dodatkowe, ograniczone uprawnienia autonomiczne, m.in. powołano do życia Radę Regionalną. W efekcie żądania niepodległościowe osłabły (popiera je 2–4% obywateli). Skuteczność działań władz francuskich potwierdziły wyniki referendum z 7 grudnia 2003 roku: przy frekwencji wynoszącej 43,94% uprawnionych 50,34% głosujących (minimalna większość) opowiedziało się za politycznym i administracyjnym status quo wyspy (departament i region zamorski Francji – DOM i ROM). Za autonomią wewnętrzną w ramach tzw. zbiorowości zamorskiej (collectivité d’outremer) na wzór innych francuskich terytoriów zależnych (Majotty, Polinezji Francuskiej, Saint-Barthélemy, Saint-Martin, Saint-Pierre i Miquelon oraz Wallis i Futuna) głosowało 49,52%.
Martynika, jako integralna część Republiki Francuskiej, jest członkiem Unii Europejskiej (jest jej regionem peryferyjnym).

## Ustrój polityczny
Martynika ma jednocześnie status departamentu i regionu administracji Francji, co oznacza, że jej przedstawiciele we francuskim Zgromadzeniu Narodowym wybierani są bezpośrednio w wyborach. Na czele wyspy stoi prefekt, który zarządza radą generalną. W 2003 roku pojawił się projekt połączenia administracji regionalnej i departamentalnej, ale został on odrzucony podczas referendum.
Departament Martyniki dzieli się na 34 gminy (fr. commune).

## Demografia
Znacząca większość mieszkańców wyspy (90%) to osoby pochodzenia afrykańskiego i afrykańsko-biało-indiańskiego, ludność biała stanowi 5% mieszkańców, a osoby pochodzące z Chin i Azji – mniej niż 5%.
Struktura religijna kraju w 2010 roku według Pew Research Center:
- katolicy – 84,6%,  Osobny artykuł: Metropolia Martyniki.
- protestanci – 9,6%:
  - adwentyści dnia siódmego – 5,8%[11],
  - zielonoświątkowcy – 2%[11],
- inni chrześcijanie – 2,3% (gł. Świadkowie Jehowy)  Osobny artykuł: Świadkowie Jehowy na Martynice.
- brak religii – 2,3%,
- muzułmanie – 0,2%,
- hinduiści – 0,2%,
- tradycyjne religie plemienne – 0,2%,
- inne religie – 0,6%.

## Gospodarka
Gospodarka wyspy opiera się na dwóch sektorach: rolnictwie i turystyce. Uprawy mają głównie charakter plantacji, produkujących głównie na potrzeby eksportu trzcinę cukrową, banany i kwiaty egzotyczne. Ponadto na potrzeby miejscowej ludności uprawia się bataty i maniok. Pewne znaczenie ma hodowla zwierząt. Za to słabo rozwinięte jest leśnictwo i rybołówstwo.
Martynikański przemysł ogranicza się głównie do przemysłu cukrowniczego, któremu towarzyszy destylacja rumu.
Wyspę najczęściej odwiedzają turyści z Francji, a także ze Stanów Zjednoczonych. Z tymi dwoma krajami Martynika ma regularne połączenia lotnicze z portu w Le Lamentin, koło Fort-de-France.
Głównym partnerem handlowym Martyniki jest Francja.

### Emisja gazów cieplarnianych
Emisja równoważnika dwutlenku węgla z Martyniki wyniosła w 1990 roku 1,191 Mt, z czego 0,944 Mt stanowiła emisja dwutlenku węgla. W przeliczeniu na mieszkańca emisja wyniosła wówczas 2,633 t dwutlenku węgla. Od tego czasu emisje wahają się, przy czym dość duży wzrost nastąpił w 2012. Głównym źródłem emisji przez cały czas była energetyka. W 2018 emisja dwutlenku węgla pochodzenia kopalnego wyniosła 2,456 Mt, a w przeliczeniu na mieszkańca 6,377 t.